# Parasta

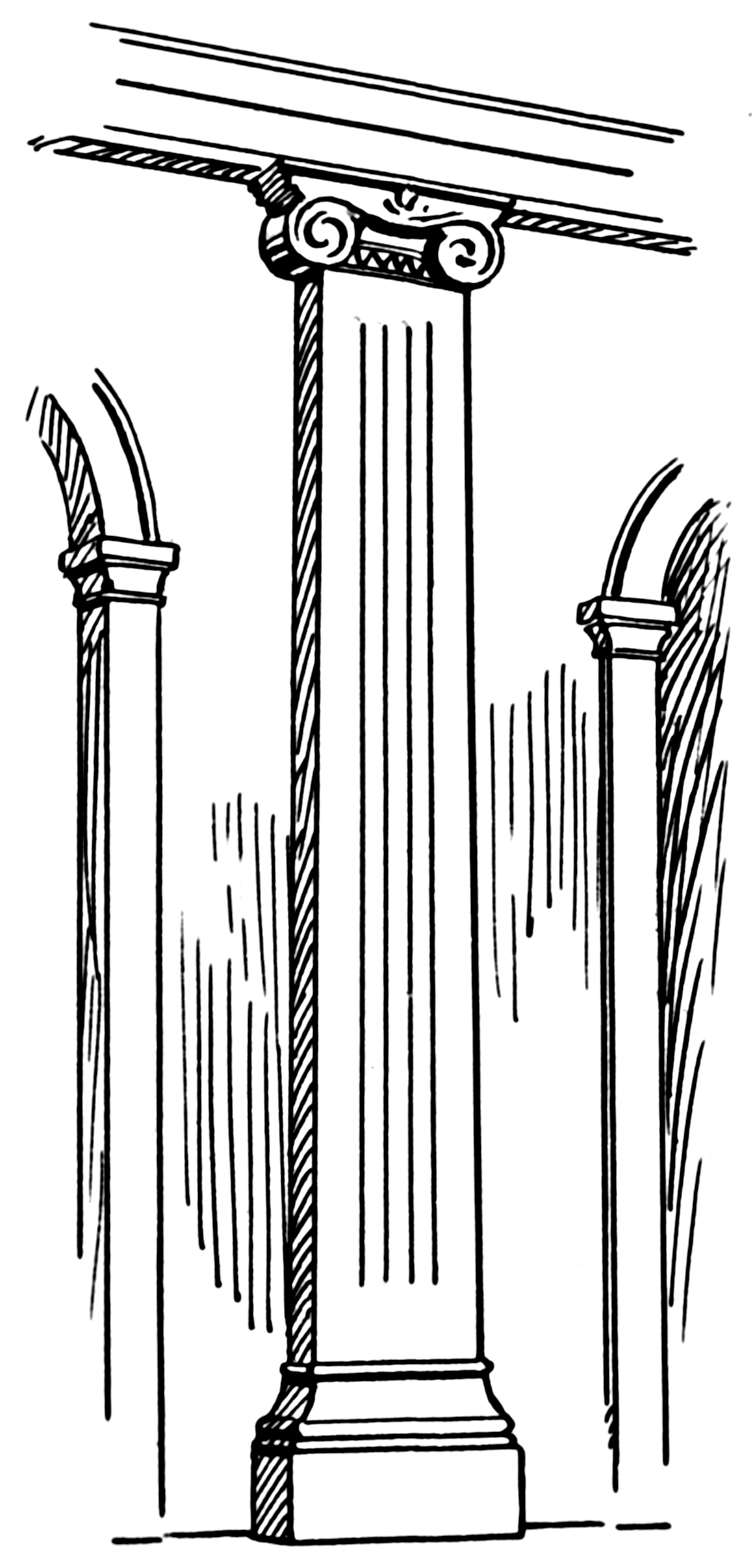
Parasta

La parasta è un elemento architettonico strutturale verticale (pilastro) inglobato in una parete, dalla quale sporge solo leggermente. Si differenzia dalla lesena che, pur avendo apparentemente lo stesso aspetto esterno, ha invece funzioni solo decorative. Infatti sebbene presenti all'esterno un aspetto simile, la parasta è un vero elemento di sostegno, con funzione statica, inglobato nella parete e non, semplicemente, addossato ad essa.
La parasta è sempre dotata di capitello e base e inserita nell'organizzazione propria degli ordini architettonici, mentre la lesena può anche essere una semplice sporgenza verticale dalla parete.
La parasta si trova nell'architettura romana e venne ripresa con incisività in epoca rinascimentale, a cominciare dallo stesso Filippo Brunelleschi che la utilizzò nei celebri interni della Sagrestia Vecchia o della Cappella Pazzi. Leon Battista Alberti ne teorizzò le forme come quelle di una colonna pressata su una superficie piatta e leggermente sporgente. Si trova spesso anche dipinta nelle finte architetture dei pittori prospettici, ad esempio nella Trinità di Masaccio.
Come elemento classico venne poi ripresa negli stili derivati, dal neoclassicismo al neopalladianesimo.